# George May Keim
George May Keim (* 23. März 1805 in Reading, Pennsylvania; † 10. Juni 1861 ebenda) war ein US-amerikanischer Politiker. Zwischen 1838 und 1843 vertrat er den Bundesstaat Pennsylvania im US-Repräsentantenhaus.

## Werdegang
George Keim erhielt eine gute Schulausbildung und studierte danach am Princeton College. Nach einem anschließenden Jurastudium und seiner 1826 erfolgten Zulassung als Rechtsanwalt begann er in Reading in diesem Beruf zu arbeiten. Er diente auch in der Staatsmiliz, in der er es bis zum Generalmajor brachte. Gleichzeitig schlug er als Mitglied der Demokratischen Partei eine politische Laufbahn ein. In den Jahren 1837 und 1838 war er Delegierter auf einem Verfassungskonvent seines Heimatstaates.
Nach dem Rücktritt des Abgeordneten Henry Muhlenberg wurde Keim bei der fälligen Nachwahl als dessen Nachfolger in das US-Repräsentantenhaus in Washington, D.C. gewählt, wo er am 17. März 1838 sein neues Mandat antrat. Nach zwei Wiederwahlen konnte er bis zum 3. März 1843 im Kongress verbleiben. Seit 1839 war er Vorsitzender des Milizausschusses. Die Zeit ab 1841 war von den Spannungen zwischen Präsident John Tyler und den Whigs geprägt. Außerdem wurde damals bereits über eine mögliche Annexion der seit 1836 von Mexiko unabhängigen Republik Texas diskutiert.
Zwischen 1843 und 1850 war Keim US Marshal für den östlichen Teil des Staates Pennsylvania; im Jahr 1852 amtierte er als Bürgermeister seiner Heimatstadt Reading. Bei den Präsidentschaftswahlen des Jahres 1860 war er einer der Wahlmänner von Stephen A. Douglas. George Keim starb am 10. Juni 1861 in Reading. Seine Tochter Julia (1829–1915) heiratete 1856 den Maler Gustavus Behne. Sein Neffe William High Keim (1813–1862) war ebenfalls Kongressabgeordneter.